# Teopompo (nome)
Teopompo  è un nome proprio di persona italiano maschile.

## Varianti
- Femminili: Teopompa[2]

### Varianti in altre lingue
- Catalano: Teopomp
- Francese: Théopompe
- Greco antico: Θεόπομπος (Theopompos)
- Greco moderno: Θεόπομπος (Theopompos)
- Latino: Theopompus[1]
- Polacco: Teopomp
- Portoghese: Teopompo
- Russo: Феопомп (Feopomp)
- Serbo: Теопомп (Teopomp)
- Spagnolo: Teopompo
- Ucraino: Феопомп (Feopomp)

## Origine e diffusione
Continua il nome greco Θεόπομπος (Theopompos); composto da θεος (theos, "dio", un elemento comunissimo nell'onomastica greca, presente tra l'altro anche in Teodoro, Teofane e Teofilo) combinato con πέμπω (pempo, "inviare"); il significato complessivo può essere interpretato come "inviato da Dio".
Il nome gode di rarissima diffusione in Italia.

## Onomastico
L'onomastico ricorre il 3 gennaio in memoria di san Teopompo o Teopempto, martire a Nicomedia assieme a san Teona, oppure il 21 maggio in memoria di un altro san Teopompo, anch'egli martire.

## Persone
- Teopompo, storico greco antico
- Teopompo, drammaturgo greco antico
- Teopompo, re di Sparta
- Teopompo di Cnido, mitografo e scrittore greco antico